# ألد هايدن جونز
ألد هايدن جونز (بالإنجليزية: Aled Haydn Jones)‏ هو منتج راديو ‏ بريطاني، ولد في 9 أغسطس 1976 في آبريستويث في المملكة المتحدة.